# U-107 (Kriegsmarine)
U-107 je bila nemška vojaška podmornica Kriegsmarine, ki je bila dejavna med drugo svetovno vojno.
U-107 je med 29. marcem in 2. julijem 1941 opravila najbolj uspešno podmorniško patruljo druge svetovne vojne, ko je v dobrih 3 mesecih nepretrganega delovanja ob obali severozahodne Afrike potopila 14 sovražnikovih ladij (skupaj 86.699 BRT). Podmornica je tedaj delovala pod poveljstvom Günterja Hesslerja in njenemu uspehu se ni kasneje nihče uspel niti približati.
Svojo pot je končala 18. avgusta 1944 pred francosko obalo, ko jo je potopilo zavezniško letalo med njeno trinajsto patruljo. Pri tem je bilo ubitih vseh 58 članov njene posadke. Vsega skupaj je pod štirimi različnimi poveljniki opravila 13 patrulj, v katerih je nabrala za 743 dni plovbe. Skupno velja za peto najuspešnejšo nemško podmornico, saj je potopila 39 ladij, kar je zneslo 217.786 BRT.

## Zgodovina

### Poveljniki
| Poveljniki |                 |                     |                                    |
| Št.        | Čin             | Ime                 | Poveljstvo                         |
| 1.         | Kapitan korvete | Günter Hessler      | 8. oktober 1940 - 1. december 1941 |
| 2.         | Kapitänleutnant | Harald Gelhaus      | 1. december 1941 - 6. junij 1943   |
| 3.         | Kapitänleutnant | Volker Simmermacher | julij 1943 - avgust 1944           |
| 4.         | Poročnik        | Karl-Heinz Fritz    | avgust 1944 - 18. avgust 1944      |

## Tehnični podatki
| Kategorije                                    | Podatki                       |
| --------------------------------------------- | ----------------------------- |
| Teža (t): na površju pod površjem polna Teža  | 1.051 1.178 1.430             |
| Dolžina (m) - tlačni trup (m)                 | 76,5 - 58,75                  |
| Širina (m) - tlačni trup (m)                  | 6,76 - 4,4                    |
| Izpodriv (m)                                  | 4,7                           |
| Višina (m)                                    | 9,6                           |
| Moč (hp): na površju pod podvršjem            | 4.400 1.000                   |
| Hitrost (vozlov): na površju pod podvršjem    | 18,2 7,3                      |
| Doseg (milja/vozel): na površju pod podvršjem | 12.000/10 64/4                |
| Torpeda/Torpedne cevi                         | 22/6 (4 na premcu, 2 na krmi) |
| Krovni top (mm)                               | 105 (110 granat)              |
| Posadka                                       | 48-56                         |
| Maksimalni potop (m)                          | 230                           |